# Kyle Sullivan
Kyle Russell Sullivan (Los Ángeles, California, 24 de septiembre de 1988) es un actor estadounidense  conocido por sus papeles en las series televisivas de la cadena Fox Malcolm in the middle y The War at Home (La guerra en casa). Entre sus aficiones se encuentran tocar el piano y la batería.

## Películas y Televisión
| Año       | Serie/Película                         | Personaje     | Observaciones                        |
| --------- | -------------------------------------- | ------------- | ------------------------------------ |
| 2000-2003 | Malcolm in the middle                  | Dabney Hooper | 69 episodios                         |
| 2001      | Max Keeble's Big Move                  | Niño de fondo |                                      |
| 2002-2005 | All That                               | Él mismo      | Temporada 7-11                       |
| 2005      | Todo eso y más 10º aniversario         | Él mismo      | Película                             |
| 2005-2009 | The War at Home (La guerra en casa)    | "Larry"       | 44 episodios                         |
| 2011      | Canine vs Feline                       | Adam Mays     | Secundario                           |
| 2024      | Quiet on Set: The Dark Side of Kids TV | Él mismo      | Docuserie de Investigation Discovery |